# Koroszczyn
Koroszczyn (prononciation : [kɔˈrɔʂt͡ʂɨn]) est un village polonais de la gmina de Terespol dans le powiat de Biała Podlaska de la voïvodie de Lublin dans l'est de la Pologne, à la frontière avec la Biélorussie.
Il se situe à environ 2 kilomètres à l'ouest de Terespol (siège de la gmina), 31 kilomètres à l'est de Biała Podlaska (siège du powiat) et 115 kilomètres au nord-est de Lublin (capitale de la voïvodie).
Le village comptait approximativement une population de 610 habitants en 2010.

## Histoire
De 1975 à 1998, le village est attaché administrativement à la voïvodie de Biała Podlaska.

Depuis 1999, il fait partie de la voïvodie de Lublin.

## Galerie
Quelques vues du village

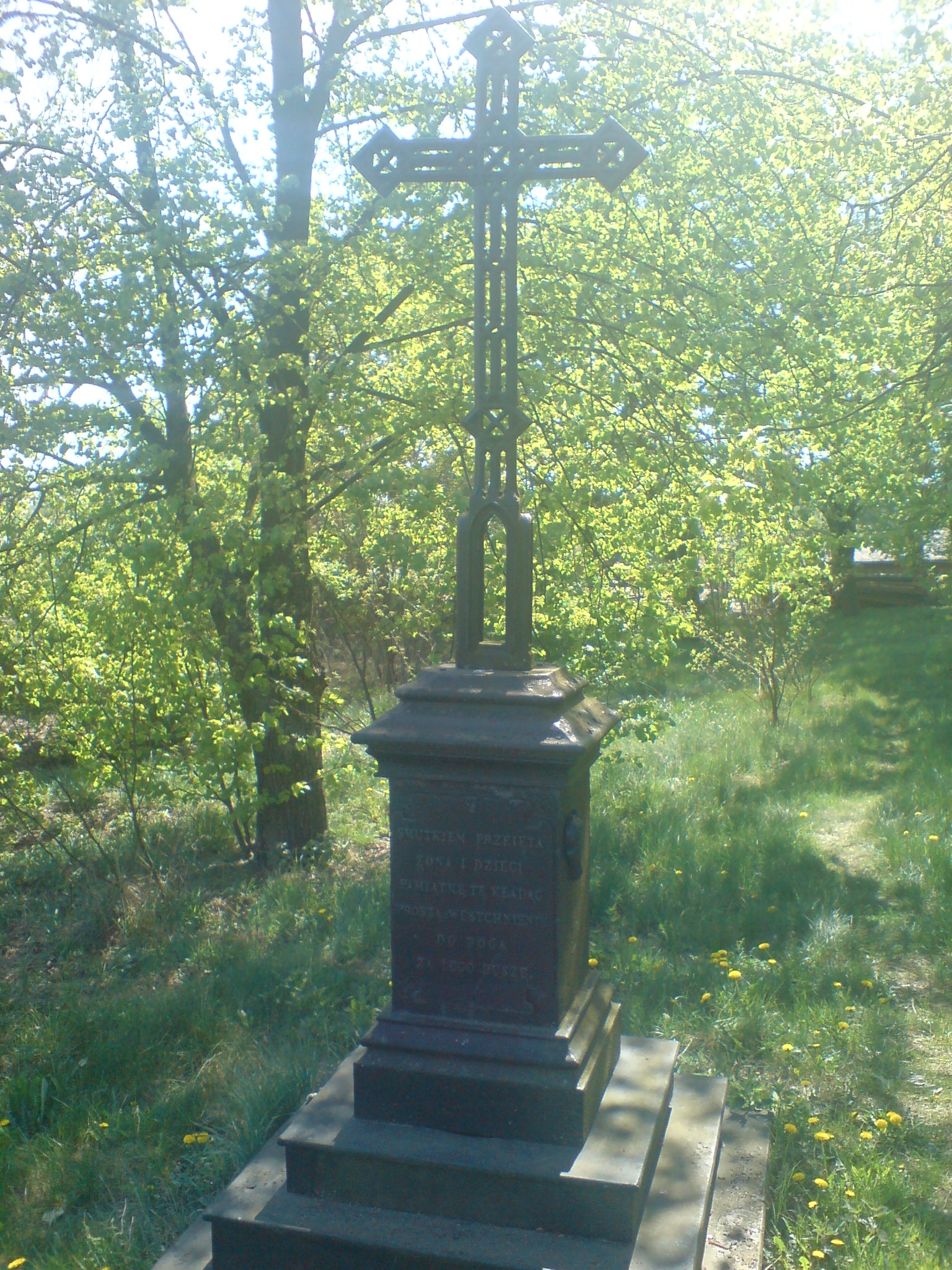
Pierre tombale en fonte
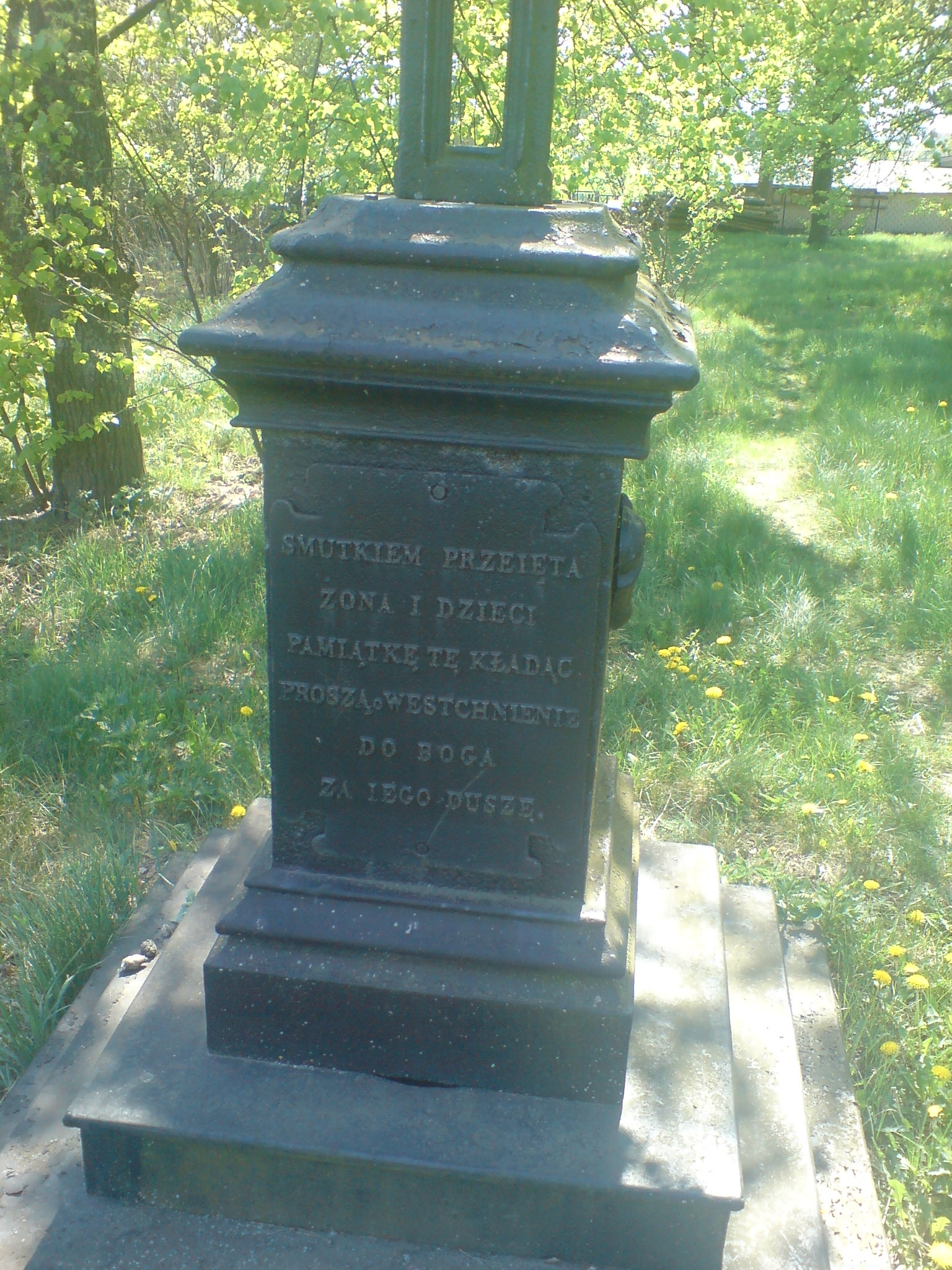
Tableau d'une pierre tombale
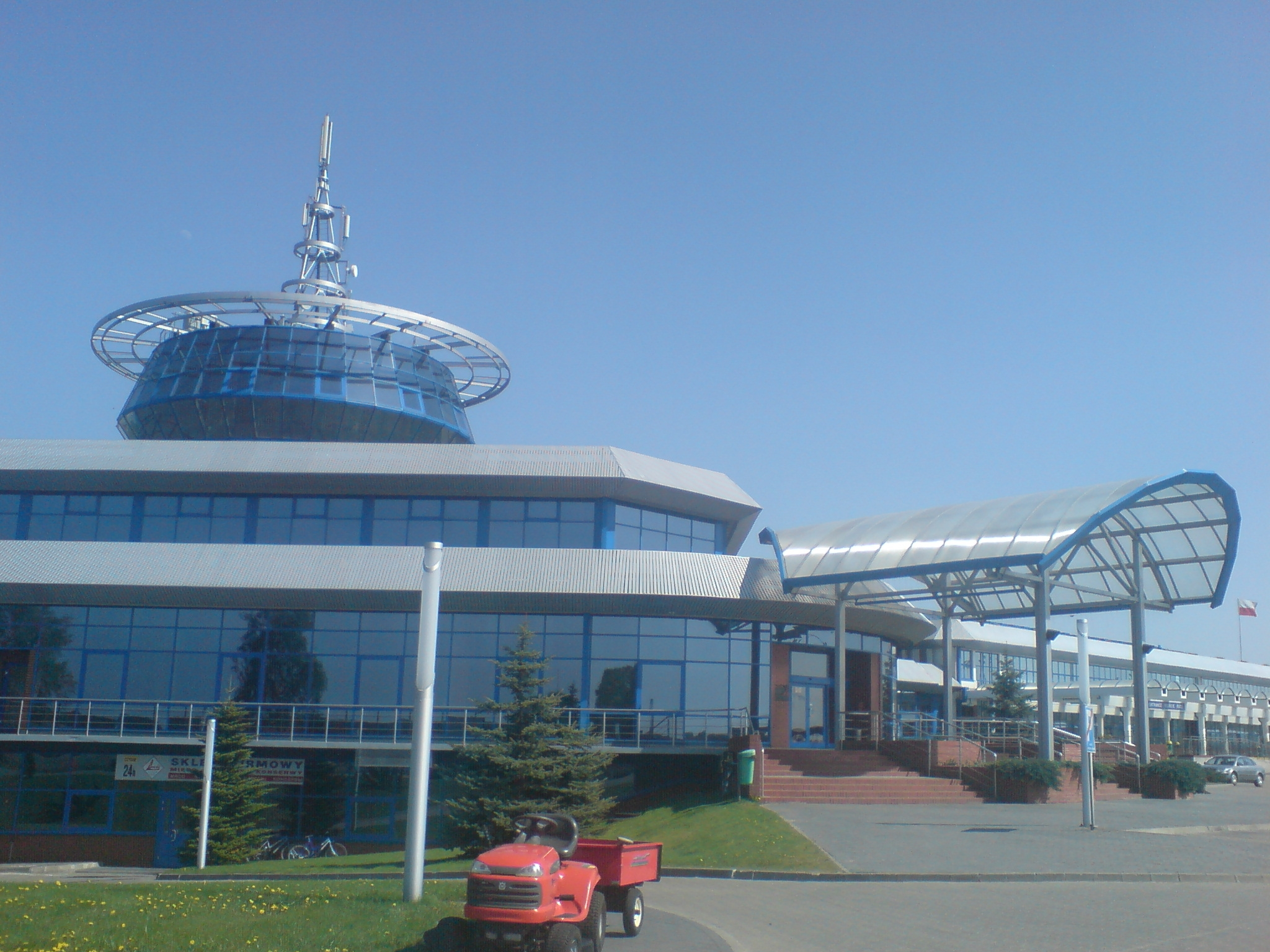
Terminal
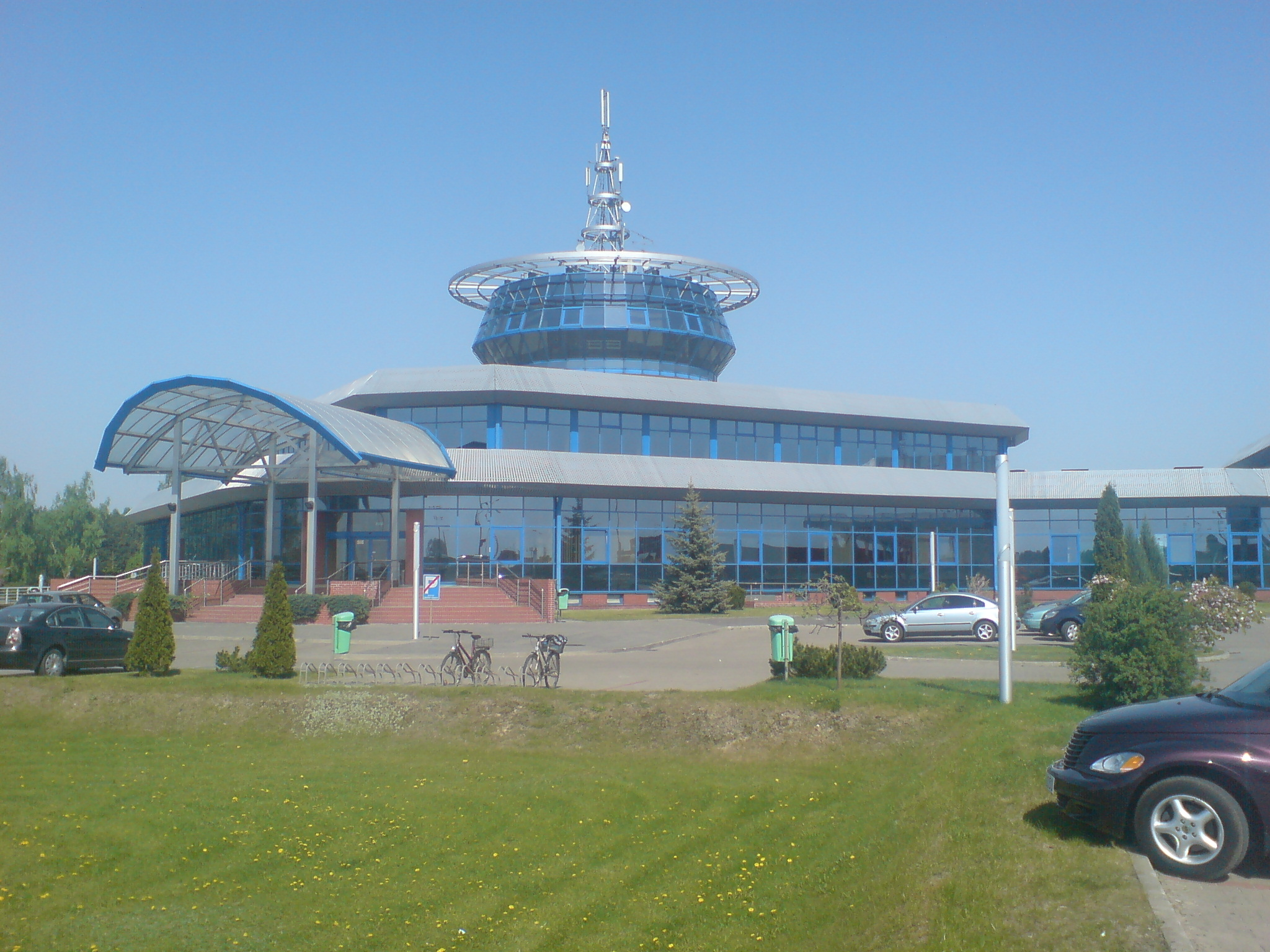
Autre vue du terminal
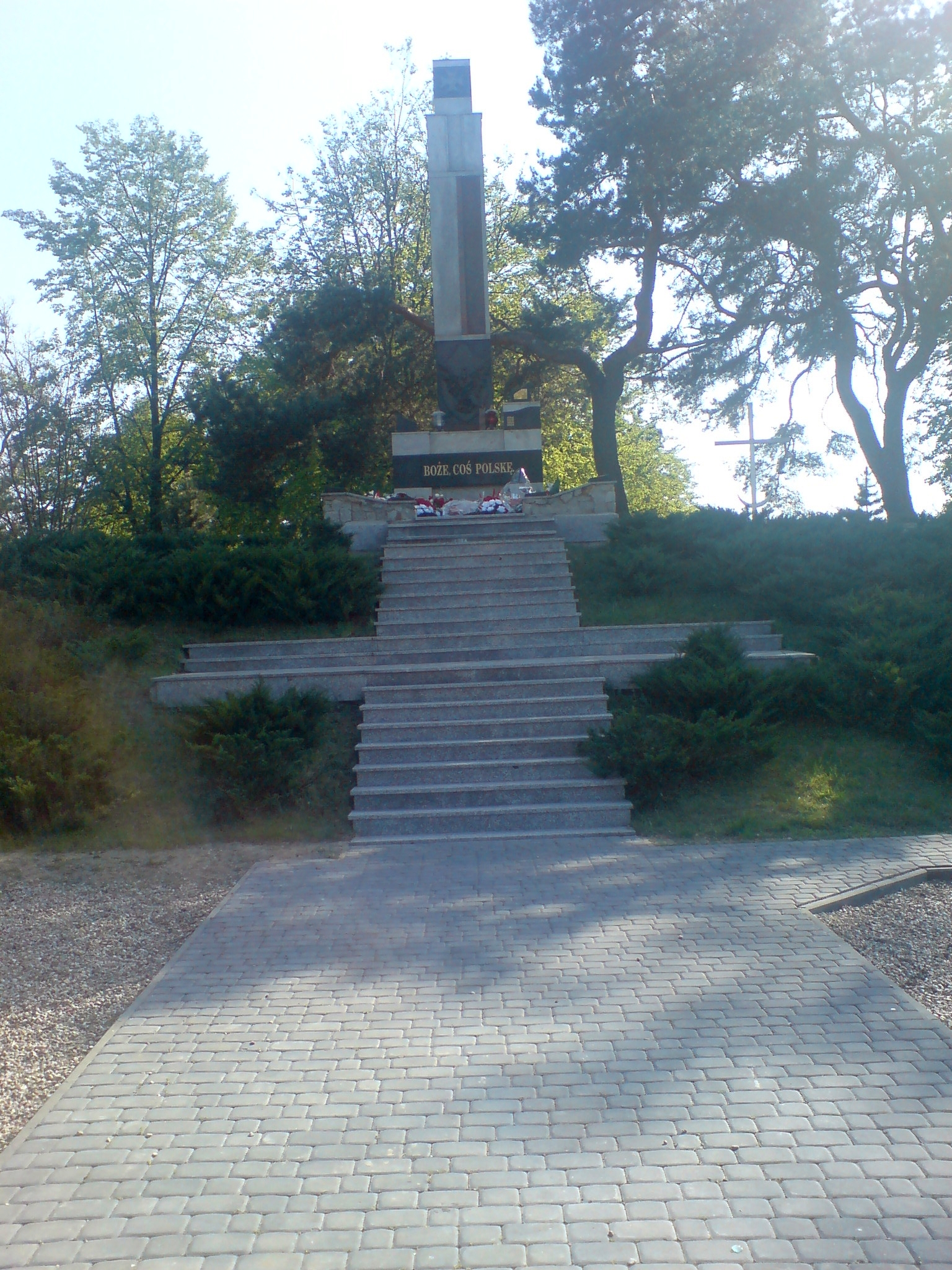
Monument érigé en l'honneur de Jozef Pilsudski et sa première brigade
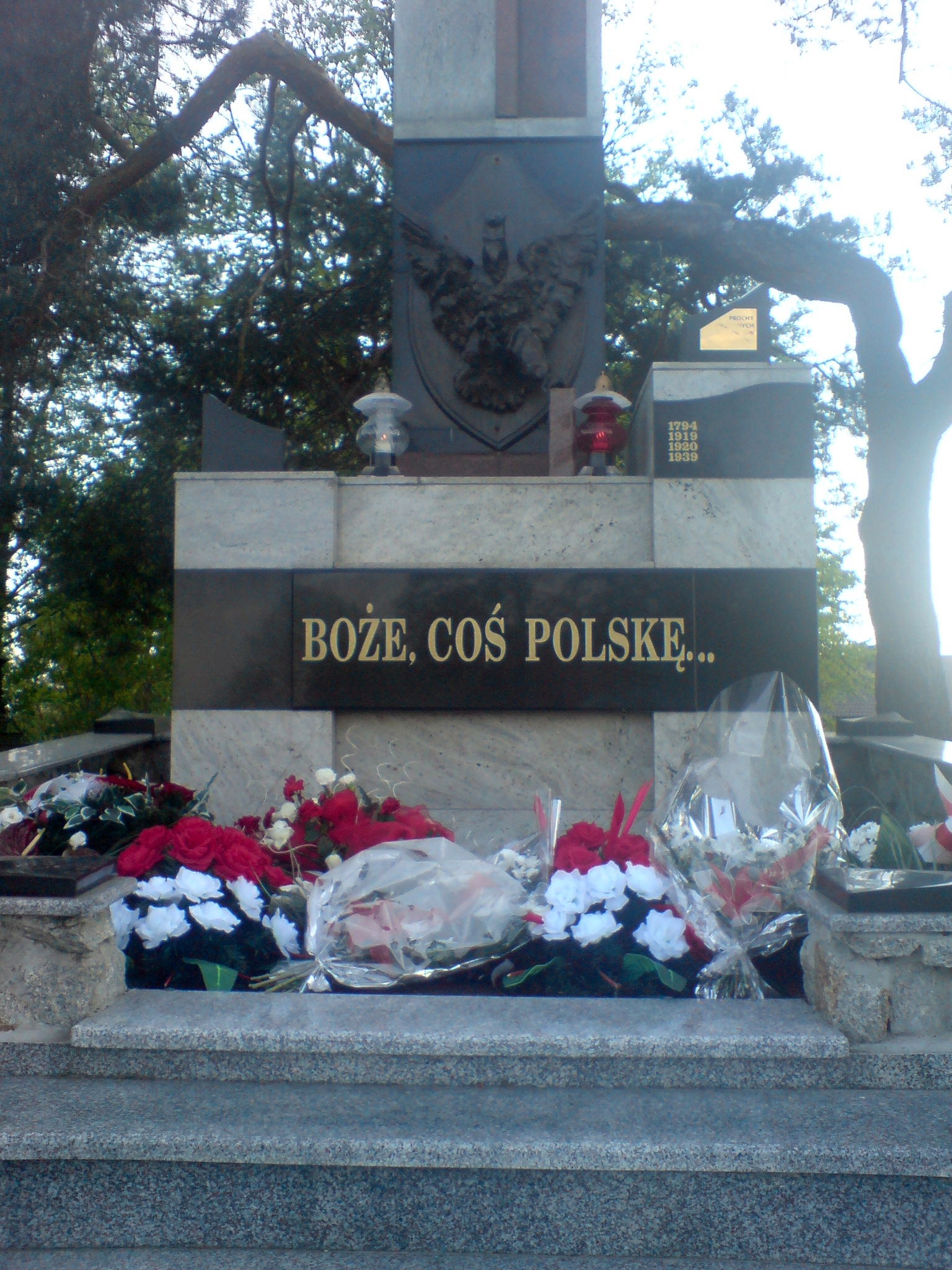
Autre vue du monument érigé en l'honneur de Jozef Pilsudski et sa première brigade
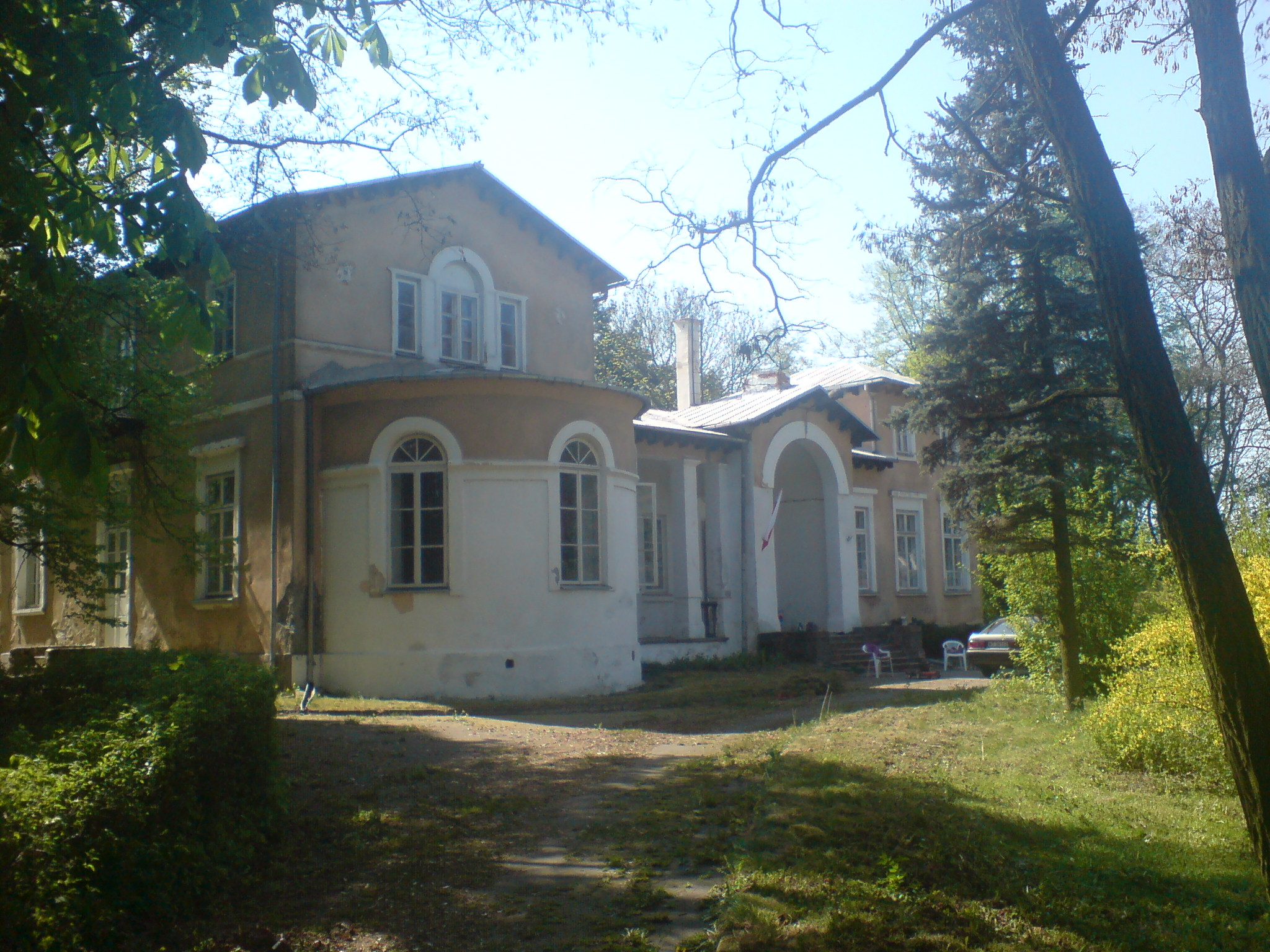